# Joffrey Tower
Joffrey Tower est un gratte-ciel situé sur le coin nord-est de North State Street et East Randolph Street immédiatement au sud du Chicago Theatre et juste en face du grand magasin Macy's de State Street, dans le secteur communautaire du Loop à Chicago (Illinois, États-Unis). Il est le siège de la compagnie de danse Joffrey Ballet. L'immeuble a été réalisé par l'architecte Booth Hansen.
L'emplacement du siège du Joffrey Ballet dans ce bâtiment semble avoir impliqué des personnalités politiques comme le maire de Chicago, Richard M. Daley et son frère, William Daley, un coprésident du conseil d'administration de Joffrey et un fiduciaire. La construction du bâtiment devait initialement prendre fin en décembre 2007 mais a été effectivement achevé le 12 septembre 2008.